# Struktura Zemlje
Struktura Zemlje se nanaša na koncentrične sferične plasti, nad katerimi je najti zunanje sfere oziroma atmosfero in hidrosfero. Večino notranjosti Zemlje sestavljajo železo in silikatne kamnine, trdne skorje, visoko viskozne astenosfere in trdnega plašča, tekočega zunanjega jedra, katerega tok ustvarja zemeljsko magnetno polje, in trdnega notranjega jedra.
Znanstveno razumevanje notranje strukture Zemlje temelji na opazovanjih topografije in batimetrije, opazovanju kamnin v izdankih, vzorcih, ki so jih vulkani ali vulkanska aktivnost prinesli na površje iz večjih globin, analizi potresnih valov, ki prehajajo skozi Zemljo, meritvah gravitacijskim in magnetnim poljem Zemlje ter poskusi s kristalnimi trdnimi snovmi pri tlakih in temperaturah, značilnih za globoko notranjost Zemlje.

## Definicija
Strukturo Zemlje je mogoče opredeliti na dva načina: z mehanskimi lastnostmi, kot je reologija ali kemično. Mehansko jo lahko razdelimo na litosfero, astenosfero, mezosferski plašč, zemljino zunanje jedro in notranje jedro. Kemično lahko Zemljo razdelimo na skorjo, zgornji plašč, spodnji plašč, zunanje jedro in notranje jedro.
 – B: Gutenbergova diskontinuiteta – C: Lehmann-Bullenova diskontinuiteta.]]

## Oblika
Planet Zemlja ima obliko sferoida, kar pomeni, da ima njen prerez preko polov obliko elipse. Za poenostavljeno geometrično obliko Zemlje se uporablja izraz geoid. Takšno obliko je Zemlja pridobila zaradi svojega vrtenja, tako je premer, ki povezuje dve točki na ekvatorju, 43 kilometrov daljši od tistega, ki povezuje pola. Največja odklona od tega lika na površju planeta sta Mount Everest z 8.850 metri nad gladino morja in verjetno Marianski jarek, katerega najgloblja točka leži 10.911 metrov pod gladino. Glede na večji polmer Zemlje na ekvatorju pa je od središča slednje najbolj oddaljen vrh Chimborazo v Ekvadorju. Ocenjena masa Zemlje je 5980 jotagramov (5,98 × 1024 kg).

### Struktura
Kot preostali planeti Osončja je tudi Zemlja v svoji notranjosti razdeljena na plasti, ki jih je moč ločiti po kemijski in fizikalni sestavi, agregatnem stanju in temperaturi ter mnogih drugih lastnostih. Zunanjo plast predstavlja trdna skorja iz silikatov, proti jedru pa ji sledijo viskozni plašč, mnogo manj viskozno zunanje jedro ter trdno notranje jedro. Magnetno polje Zemlje je posledica konvekcije elektroprevodnega materiala v tekočem zunanjem jedru.
Od površja Zemlje proti njenemu jedru si tako sledijo:
- litosfera (0–60 km, ponekod tudi do 200 km)
  - skorja (0–35 km, ponekod tudi do 70 km)
  - zgornji predeli plašča (35–60 km)
- plašč (35–2890 km)
  - astenosfera (100–700 km)
- zunanje jedro (2890–5100 km)
- notranje jedro (5100–6378 km)

## Notranjost
Notranji sloji Zemlje dosegajo temperature med 4.000 in 7.000 kelvinov. Za to potrebna toplota je nastala ob stvaritvi Zemlje, nadalje pa jo ustvarja sevanje radioaktivnih elementov, kot so uran, torij in kalij. Pomembnejši vir toplote pa je vsekakor sončna energija, saj toplotni viri iz notranjosti Zemlje ustvarijo le dvajsettisočinko energije v primerjavi s Sončevimi žarki.
Novonastale kamnine si neprestano utirajo pot na zemeljsko površje skozi ognjenike in podoceanske razpoke na razmikajočih se (divergentnih) prelomnicah tektonskih plošč. Mnogo izmed teh je starih manj od 100 milijonov let, nekatera najstarejša najdena mineralna zrna pa so nastala pred 4,4 milijarde let, kar kaže na to, da že najmanj toliko časa obstaja trdna skorja.
Celotno Zemljo glede na vsebnost po masi sestavljajo:
| - železo (35,1 % mase planeta) - kisik (28,2 %) - silicij (17,2 %) - magnezij (15,9 %) - nikelj (1,6 %) - kalcij (1,6 %) | - aluminij (1,5 %) - žveplo (0,7 %) - natrij (0,25 %) - titan (0,071 %) - kalij (0,019 %) - drugi elementi (0,53 %) |  |

### Skorja
Zemljina skorja sega od 5 do 70 kilometrov v globino in je najbolj oddaljena plast. Tanki deli so oceanska skorja, ležijo pod oceanskimi bazeni (5–10 km) in so sestavljeni iz gostih (mafičnih) železovega magnezijevega silikata magmatskih kamnin, kot je bazalt. 
Debelejša skorja je celinska skorja, ki je manj gosta in je sestavljena iz (felzičnih) natrijevih in aluminijevih silikatnih kamnin, kot je granit. Kamnine skorje spadajo v dve glavni kategoriji – sial (silicij-aluminij) in sima (silicij-magnezij) (Suess, 1831–1914). Ocenjuje se, da se sima začne približno 11 km pod Conradovo diskontinuiteto (diskontinuiteta drugega reda). 
Najvišji plašč skupaj s skorjo tvori litosfero. Mejno območje med zemeljsko skorjo in plaščem je zaznamovano z dvema fizikalno različnima pojavoma. Prvi je Mohorovičićeva nezveznost, sprememba v hitrosti seizmičnih valov. Do te domnevno pride zaradi spremembe sestave kamnin, ki iz ortoklazne z naraščajočo globino preide na takšno brez minerala ortoklaz. Drugi pojav pa je kemijska sprememba, meja med ultrabazičnimi kamninskimi skladi in tektonskimi peridotiti, ki jo je danes moč zaslediti v slojih, znanih kot ofioliti, katerih material je iz oceanske skorje prešel v kontinentalno.
Številne kamnine, ki zdaj sestavljajo zemeljsko skorjo, so nastale pred manj kot 100 milijoni (1×108) leti; vendar so najstarejša znana mineralna zrna stara približno 4,4 milijarde (4,4 × 109) let, kar kaže, da ima Zemlja trdno skorjo že vsaj 4,4 milijarde let.

### Plašč
Ta sloj Zemlje sega v globine do 2890 km. Na dnu plašča se pritiski gibljejo okoli 140 GPa. Plašč je razdeljen na zgornji in spodnji plašč, ki sta ločena s prehodno cono. Najnižji del plašča poleg meje jedro-plašč je znan kot D″ (D-dvojni prvotni) sloj. Tlak na dnu plašča je ≈140 GPa (1,4 Matm).
Glede na skorjo, ki prekriva plašč, ima ta visoko vsebnost železa in magnezija v svojih pretežno silikatnih kamninah. Plašč ni trden, pač pa zaradi visokih temperatur visoko viskozen oziroma židek, zaradi česar obstajajo počasni tokovi, ki v dolgih časovnih razmikih mešajo snovi. Ta konvekcija je med drugim vzrok premikanju tektonskih plošč na površju Zemlje. Talilna temperatura in viskoziteta substance sta odvisni od pritiska, ki se vrši na slednjo; tako sta zaradi naraščajočega pritiska v smeri proti jedru vse večji. Sicer viskoznost plašča meri med 1021 in 1024 Pa·s, kar je v primerjavi z židkostjo vode (10−3 Pa·s) ali drevesne smole (107 Pa·s) veliko, posledica pa je izjemno počasno gibanje snovi.
Odgovor na vprašanje, zakaj je plašč skorajda trden, zunanje jedro tekoče, notranje jedro pa zopet trdno, se skriva prav v razmerjih med tališči različnih plasti (železovo-nikljevo jedro, silikatna plašč in skorja) ter tamkajšnjo temperaturo in pritiskom. Površino zaznamujejo dovolj nizke temperature, da železovo-nikljeve zmesi in silikati ostanejo v trdnem agregatnem stanju. Povečajo pa se v zgornjih slojih plašča, kar v povezavi z razmeroma nizkim tlakom povzroča taljenje kamnin, katerih židkost je majhna, tj. so dobro tekoče. Večina plašča pa se nahaja v globinah, kjer povečan pritisk ne dovoli utekočinjenosti, že zelo visoke temperature tako uspejo napraviti snov le židko, ne pa tudi tekočo. Naslednji sloj, zunanje jedro, je kot omenjeno sestavljen pretežno iz železa in niklja, ki imata nizko tališče; tako je zunanje jedro tekoče kljub izjemnim pritiskom. Ti pa se v samem središču Zemlje oziroma notranjem jedru povečajo do te mere, da ne omogočijo niti talitve železa kljub temperaturi med 6.000 in 7.000 kelvinov.

### Notranje in zunanje jedro
Povprečna gostota Zemlje je 5515 kg/m³, zaradi česar je ta najgostejši planet Osončja. Glede na to, da se gostota površinskih snovi giblje okoli 3000 kg/m³, gre sklepati, da so najbolj gosti materiali zbrani v zemeljskem jedru. Do takšnih zaključkov vodijo tudi študije seizmologije.
V najzgodnejših fazah obstoja Zemlje okoli 4,5 milijarde let nazaj je gibanje staljenih snovi v notranjosti (planetarna diferenciacija) povzročila potonitev gostejših materialov v središče ter dvigovanje manj gostih v smer proti površini. Posledica tega je pretežno železna sestava (80 %) jedra, skupaj z nikljem in posameznimi drugimi elementi z manjšimi deleži; preostali gosti elementi, kot sta svinec in uran, pa so zelo redki, ali pa se vežejo na lažje elemente, ki se zadržujejo v skorji.
Seizmične meritve so pokazale razslojenost jedra na notranji in zunanji del. Notranje ima polmer okrog 1220 km, zunanje pa ga obkroža do polmera 3480 km. Trdno notranje jedro je najverjetneje sestavljeno pretežno iz železa in manj niklja; pri tem obstajajo tudi nekatere trditve, da bi ga utegnil predstavljati en sam železov kristal. Leta 1936 ga je odkrila Inge Lehmann. Celotno notranje jedro obdaja visoko tekoče zunanje jedro, katerega sestavini sta verjetno ravno tako železo in nikelj, pa tudi manjši deleži drugih elementov. Na splošno velja domneva, da konvekcija prevodnih snovi v zunanjem jedru skupaj z rotacijo Zemlje povzroča Zemljino magnetno polje. Za vzdrževanje slednjega naj bi bilo notranje jedro namreč prevroče (glej Curiejeva temperatura), a po možnosti služi stabilizaciji tega.
Poskusi geofizikov iz leta 2005 naj bi pričali o tem, da se notranje jedro Zemlje vrti nekoliko hitreje od preostalega dela; in sicer se glede na površje letno zavrti za 0,3–0,5°.

## Zunanjost

### Hidrosfera
Zemlja v sončnem sistemu predstavlja edini planet, ki na svoji površini premore tekočo vodo. Ta prekriva 71 % celotnega površja, in sicer v 97 % slana voda. Svetovne vode so porazdeljene med pet oceanov, ki obdajajo sedem celin. Celotna masa hidrosfere je približno 1,4 × 1021 kg ali okoli 0,023 % skupne mase Zemlje.
Planet Zemlja se sicer nahaja onstran zunanje meje orbite okoli Sonca, v kateri so temperature v prostoru (vesolju) dovolj visoke za obstoj utekočinjene vode, zato bi brez toplogrednega učinka voda na Zemljini površini zmrznila. Več paleontoloških dokazov bi lahko pričalo o tem, da je v daljni preteklosti, nekoliko po kolonizaciji oceanov z modrozelenimi bakterijami, prišlo do izjemno trdovratne ledene dobe in zmanjšanega učinka tople grede, zaradi česar so vsi Zemljini oceani morebiti v celoti zmrznili za 10 do 100 milijonov let v dogodku, imenovanem Snežna Zemlja (Snowball Earth).
Na nekaterih drugih planetih osončja, kot za primer Venera, molekule vode v plinskem stanju razkraja Sončevo ultravijolično sevanje, ki ionizira vodik, v takšni obliki pa ga nato odnese sončni veter. Ta postopek je počasen, a vztrajen; je vsebina ene izmed hipotez, ki razlagajo neobstoj vode na površju Venere. Kisik v odsotnosti vodika reagira s snovmi na površini in je vezan v trdne minerale. Zemlja se takšnemu učinku lahko izogne zaradi sicer tanjšajoče se plasti ozona, ki v stratosferi visoko nad površjem vsrka veliko množino energije ultravijoličnih žarkov. Svoj zaščitni vpliv ima tudi magnetosfera, ki varuje ionosfero pred neposrednim odnašanjem ionov, ki bi ga povzročil sončni veter.
Kroženje voda ne poteka le na površini planeta, pač pa tudi med zunanjimi in notranjimi sferami. Tako vulkani neprenehoma izločajo vodne hlape in paro iz notranjosti, vanjo pa sestavine vode (vodik in kisik) potujejo z ugrezanjem npr. apnenca skozi proces tektonike plošč. Pričakovati je, da minerali v Zemljinem plašču vsebujejo desetkrat toliko vode, kot je sestavlja vse svetovne oceane skupaj, a bo večina te vode tamkaj ostala.

### Atmosfera
Ozračne plasti okoli Zemlje so razmeroma debele, saj najbolj redke plasti zraka segajo do okoli 1000 kilometrov visoko nad površino planeta. Atmosfera sestoji iz 78 % dušika, 21 % kisika, 1 % argona ter sledi več drugih plinov, med drugim ogljikovega dioksida in vodne pare. Atmosfera se vede kot blažilec vpliva Sonca na Zemljo. Struktura zemeljske atmosfere je nestabila in uravnavana s pomočjo biosfere. Veliko večino prostega dvoatomnega kisika (O2) proizvajajo rastline s pomočjo sončnega sevanja. Brez teh bi se ozračni kisik skozi geološko zgodovino navezal na elemente na Zemljini površini in se tako nahajal le v mineralih. Iz tega gre sklepati, da je prosti kisik v atmosferi znamenje življenja.
Atmosfero sestavlja več slojev, in sicer troposfera, stratosfera, mezosfera, termosfera in eksosfera. Debelina teh slojev je odvisna od svoje lokacije, pa tudi od sezonskih dejavnikov. Skupna masa atmosfere je ocenjena na 5,1 × 1018 kg oziroma 0,9 milijoninke celotne mase Zemlje.